# 侯赛因·朱尼多维奇·萨图耶夫
侯赛因·朱尼多维奇·萨图耶夫（车臣语：Сатуев Хусейн Джунидович，1939年—）——车臣诗人，苏联作家协会会员（1979年入会）。

## 生平
1939年出生于车臣-印古什苏维埃社会主义自治共和国乌鲁斯马尔坦区的阿尔汉尤尔特村。1963年毕业于车臣-印古什师范学院语文学系。
侯赛因曾在学校教授车臣语言文学。晚年担任共和国作家协会顾问。其诗歌作品被翻译成俄语及其他民族语言。至今在车臣音乐家的演出曲目中，仍保留着以侯赛因·萨图耶夫诗歌谱写的歌曲。
他将尼古拉·涅克拉索夫的部分诗作以及同时代诗人的作品翻译成车臣语。其译作包括尼古拉·谢尔盖耶夫献给苏联英雄汉帕沙·努拉迪洛夫的长诗《血染的太阳》。
萨图耶夫的诗歌主题涵盖勇气、母爱、爱情，其核心创作主题是献给祖国的颂歌。

## 著作
- 《山之子》（1967）
- 《母亲的歌谣》（1969）
- 《父辈的旗帜》（1975）
- 《无边的远方》（1978）
- 《春之旋律》（1981）
- 《鲜血与鲜花》（1981）
- 《美的认知》（1984）
- 《生命启蒙》（1988）
- 《受伤的歌谣》（1991）
- 《车臣——我的摇篮》（2012），ISBN 978-5-4314-0070-4
- 《群山回响》（2019），ISBN 978-5-604-13183-1